# Norveški rigsdaler
Rigsdaler  je bil norveška in danska denarna enota. Na Norveškem je bil v veljavi do leta  1816 in na Danskem do leta 1873. V Nemčiji, Avstro-Ogrski, Švedski in Danski je bil v rabi podobno imenovani reichsthaler, riksdaler in rijksdaalder.

## Zgodovina
V realni uniji Danske in Norveške je bil v obtoku danski in norveški denar. Norveška sama je kovala dva rigsdalerja z dvema vrednostma: rigsdaler courant, vreden 96 skillingov, in rigsdaler specie, vreden 120 skillingov. 
Po sklenitvi Švedsko-norveške zveze leta 1816 je bil rigsdaler specie preimenovan v  speciedaler in postal standardna norveška denarna enota.

## Kovanci
V poznem 18. iz zgodnjem 19. stoletju so se kovali novci za 1, 2, 4, 8 in  24 skillingov ter novci za  1⁄15, 1⁄5, 1⁄3, 1⁄2, 2⁄3 in 1 rigsdaler.

## Bankovci
Leta 1695 je norveška vlada izdala bankovce za 10, 20, 25, 50 in 100 rigsdalerjev (spelt rixdaler). Bankovci z vrednostmi 1, 5, 10 in 100 rigsdalerjev so bili ponovno uvedeni leta 1807. Leta 1810 je bil uveden še bankovec za  12 skillingov.  Naslednjo serijo bankovcev z vrednostmi 1, 5, 50 in 100 rigsdalerjev je leta 1813 izdala Rigsbankens Norske Avdeling. Kasnejše serije so izdale  Norges Midlertidige Rigsbank (1814), Stattholderbevis (1815) in Norges Bank (1817–1822 do danes).

## Norveški speciealer
Speciedaler je bil norveška valuta od leta 1816 do 1875. Nadomestil je rigsdaler specie in bil razdeljen na 5 mark ali 120 skillingov. Marka je bila torej vredna 24 skillingov. Ko se je Norveška pridružila Skandinavski monetarni uniji, je speciedaler zamenjala norveška krona. Krona je imela v celi uniji enako vrednost in nadomestila tri različne valute. Njihova menjava je potekala po tečaju 1 krone/krona =  1⁄2 danskega rigsdalerja = 1⁄4 norveškega speciedalerja = 1 švedski riksdaler.

### Kovanci
Leta 1816 je ostal v obtoku star denar. Na novo se je koval  samo novec za 1 skilling. Novi kovanci so prišli v obtok leta 1819. Med njimi sta bila bakrena kovanca za 1 in  2 skillinga,  srebrnika za  8 in 24 skillingov in ¼ in 1 specidaler. Leta 1824 st prišla v obtok srebrnika za 2 in 24 skillingov. Sledili so bakren novec za ½ skillinga (1839), srebrnik za 12 skillingov (1845) in srebrnik za 3 skillinge (1868).  

### Bankovci
Norges Bank je začela leta 1817 izdajati bankovce za 24 skillingov in 1⁄2, 1, 5, 10, 50 in 100 speciedalerjev.